# Flygande service
Flygande service är en svensk TV-serie i fyra delar. Serien regisserades av Lars G. Thelestam med manus av Kent Andersson och Anders Wällhed. Den sändes mellan den 20 december 1982 och 10 januari 1983.

## Rollista
- Kent Andersson - Löken
- Bertil Arlmark - lärare
- Bengt Bauler - Thomas
- Lars-Erik Berenett - Claes
- Lena Brundin - Suzanne
- Sten Engborg - Kurre
- Roland Hedlund - Tejpen
- Jan Hermfelt - Benny
- Weiron Holmberg - Haldor
- Roland Janson - Stryparn
- Barbro Kollberg - Saga
- Evert Lindkvist - Bertil
- Sten Ljunggren - taxichaufför
- Alf Nilsson - Dallas
- Gunilla Nyroos - en dam
- Thomas Nystedt - olika roller
- Anders Nyström - Rustan
- Barbro Oborg - Gudrun
- Ulf Qvarsebo - Axelsson
- Dan Sjögren - Ängeln
- Christina Stenius - olika roller
- Ove Tjernberg - Spinky
- Rune Turesson - olika roller
- Wiveka Warenfalk - olika roller